# 木下卓
木下 卓（きのした たかし、1947年 - 2023年5月3日）は、日本の英文学者、愛媛大学名誉教授。

## 人物・来歴
1972年獨協大学外国語学部英語学科卒、1980年立教大学大学院文学研究科博士課程満期退学、愛媛大学教養部講師、84年助教授、94年教授、96年法文学部教授。2012年定年退任、名誉教授。2023年5月3日、誤えん性肺炎のため死去。75歳没。

## 著書
- 『旅と大英帝国の文化 越境する文学』ミネルヴァ書房 2011

### 共編著
- 『たのしく読める英米詩 作品ガイド120』太田雅孝、野田研一共編著 ミネルヴァ書房 シリーズ・文学ガイド 1996
- 『多文化主義で読む英米文学 あたらしいイズムによる文学の理解』笹田直人、外岡尚美共編著 ミネルヴァ書房 Minerva英米文学ライブラリー 1999
- 『シリーズもっと知りたい名作の世界　ガリヴァー旅行記』清水明共編著 ミネルヴァ書房  2006
- 『英語文学事典』窪田憲子、高田賢一、野田研一、久守和子共編著 ミネルヴァ書房 2007
- 『イギリス文化55のキーワード』窪田憲子、久守和子共編著 ミネルヴァ書房 2009

### 翻訳
- マーニー・ホール『薄紫色（ラヴェンダー）のカウチ：レズビアンとゲイのための心理療法利用案内』太陽社 ゲイ&レズビアン・シリーズ 1992
- テリー・テンペスト・ウィリアムス『デザート・クァルテット 風景のエロティシズム』結城正美共訳 松柏社 1996

## 参考
- 木下卓 - researchmap
- 木下卓 - J-GLOBAL
- 木下卓 - KAKEN 科学研究費助成事業データベース